# 小行星5362
小行星5362是一颗围绕太阳公转的小行星。1978年2月2日，詹姆斯·B·吉布森（James B. Gibson）在帕洛马山发现了此天体。
这颗小行星的绝对星等为264.80210等。